# Karaipudur
Karaipudur es una ciudad censal situada en el distrito de Tirupur en el estado de Tamil Nadu (India). Su población es de 28602 habitantes (2011). Se encuentra a 11 km de Tirupur y a 37 km de Coimbatore.

## Demografía
Según el censo de 2011 la población de Karaipudur era de 28602habitantes, de los cuales 14808 eran hombres y 13794 eran mujeres. Karaipudur tiene una tasa media de alfabetización del 82,19%, superior a la media estatal del 80,09%: la alfabetización masculina es del 87,51%, y la alfabetización femenina del 76,48%.